# 安东·弗拉维尔
安东·弗拉维尔（英語：Anton Flavel，1969年5月3日—），澳大利亚男子田径运动员。他曾代表澳大利亚参加2000年夏季残疾人奥林匹克运动会田径比赛，获得男子标枪F20级金牌。